# Solano (ort i Colombia, Caquetá, lat 0,70, long -75,25)
Solano är en ort i Colombia.   Den ligger i departementet Caquetá, i den sydvästra delen av landet, 500 km söder om huvudstaden Bogotá. Solano ligger 204 meter över havet och antalet invånare är 2 973.
Terrängen runt Solano är platt.  Trakten runt Solano är nära nog obefolkad, med mindre än två invånare per kvadratkilometer. Det finns inga andra samhällen i närheten. I omgivningarna runt Solano växer i huvudsak städsegrön lövskog.